# 실험군과 대조군
실험군(實驗群) 또는 실험구(實驗區)는 자연과학의 실험에서, 세운 가설을 검증하기 위해 실험 조건을 통제하여 실험을 수행하는 대상 집단을 말한다.
대조군(對照群) 또는 대조구(對照區)는 자연과학의 실험에서, 실험군에 대해 실험 조건을 실험 전 상태에서 변동시키지 않고 그대로 두어 실험군의 결과와 자연 상태를 대조해 보기 위해 만드는 집단이다.
실험을 할 때, 실험군만으로는 측정된 결과가 가설이 맞아서 자연히 생긴 결과인지, 다른 요인에 의해 우연히 도출된 결과인지 알 수 없다. 이것을 검증하기 위해서는 실험군에 대해 통제한 조건을 통제하지 않고 같은 실험을 수행했을 때 얻은 결과와 실험군에 대한 실험 결과를 비교하여 유의미한 차이가 있다는 것을 증명해야 하는데, 이때 필요한 것이 대조군이다.
대조군의 대표적인 예로 아래와 같은 것들이 있다.
- 동물실험에서 수술 등을 하고 어떠한 처리를 할 때(예를 들어 간절제 수술) 실험군과 동일하게 마취와 개복까지 한 다음 아무런 처치를 하지 않고 다시 봉합하는 집단. 이러한 집단은 특히 SHAM OP라고 부른다

## 같이 보기
- 과학적 제어
- 호손 효과